# ジャヤ・シンハヴァルマン2世
ジャヤ・シンハヴァルマン2世（サンスクリット語: जय सिंहवर्मन् २, ラテン文字転写: Jaya Siṃhavarman II, 生年不詳 - 1044年3月15日）は、チャンパ王国（占城国）第8王朝の第6代（最後）の国王（在位：1041年 - 1044年）。『越史略』では仁斗（ベトナム語: Nhân Đẩu）、『大越史記全書』では乍斗（ベトナム語: Sạ Đẩu）および乍兜（ベトナム語: Sạ Đẩu）、『宋史』では刑卜施離値星霞弗（ベトナム語: Hình Bốc Thi Ly Trị Tinh Hà Phất）と記される。

## 生涯
ヴィクランタヴァルマン4世の子。1039年4月、使者として地婆剌・楽舜・羅継・阿撻㻋と共に李朝大瞿越に赴いた。1041年の父王の死後に即位した。
1042年12月31日、宋に馴象3頭を献上し、他に象牙・犀角・煎香・象兜・錦褥も献じた。1043年、水軍を派兵して大瞿越の沿岸部に侵攻した。翌1044年2月、チャンパが長年朝貢していないことを理由に、太宗が親征する大瞿越軍の侵攻を受けた（チャンパ＝大瞿越戦争 (1044年)）。五蒲江南岸一帯でチャンパ軍は象兵を前列に押し立てて待ち受けたが、上陸してきた大瞿越軍に大敗し、3万人余りが戦死して5千人余りが捕虜となった。ジャヤ・シンハヴァルマン2世は臣下の郭加彝に殺害され、その首は太宗に献上された。
同年7月に大瞿越軍はチャンパの王都ヴィジャヤに入り、略奪した後にジャヤ・シンハヴァルマン2世の妃や宮女達を連行して帰還した。ジャヤ・シンハヴァルマン2世の妃であった媚醯は太宗の相手をするために小舟に乗せられたが、屈辱と感じた媚醯は舟から身を投げて死亡した。
ジャヤ・シンハヴァルマン2世の死後、パーンドゥランガ出身のジャヤ・パラメーシュヴァラヴァルマン1世が即位した。

## 参考資料
- George Cœdès (May 1, 1968). The Indianized States of South-East Asia. University of Hawaii Press. ISBN 978-0824803681
- 石井米雄、桜井由躬雄 編『東南アジア史 I 大陸部』山川出版社〈新版 世界各国史 5〉、1999年12月20日。ISBN 978-4634413504。
- 桃木至朗「十-十五世紀ベトナム國家の「南」と「西」」『東洋史研究』第51巻第3号、京都大学東洋史研究会、1992年12月31日、464-497頁。
- 『宋史』巻四百八十九 列伝第二百四十八 外国五 占城
- 『越史略』巻中 阮紀
- 『大越史記全書』本紀巻之二 李紀 太宗皇帝
- 『ベトナム史略』第1巻 第3部 第4章 李氏
- 『宋会要輯稿』巻百十九 蕃夷四 占城
- 『宋会要輯稿』巻百二十四 蕃夷七 歴代朝貢

| スタブアイコン | サブスタブ | この項目は、まだ閲覧者の調べものの参照としては役立たない、人物に関連した書きかけの項目です。この項目を加筆・訂正などしてくださる協力者を求めています（P:人物伝/PJ:人物伝）。 |